# Erkenbrechtsweiler
Erkenbrechtsweiler är en kommun och ort i Landkreis Esslingen i regionen Stuttgart i Regierungsbezirk Stuttgart i förbundslandet Baden-Württemberg i Tyskland.
Kommunen ingår i kommunalförbundet Lenningen tillsammans med kommunerna Lenningen och Owen.